# Gary Rhodes

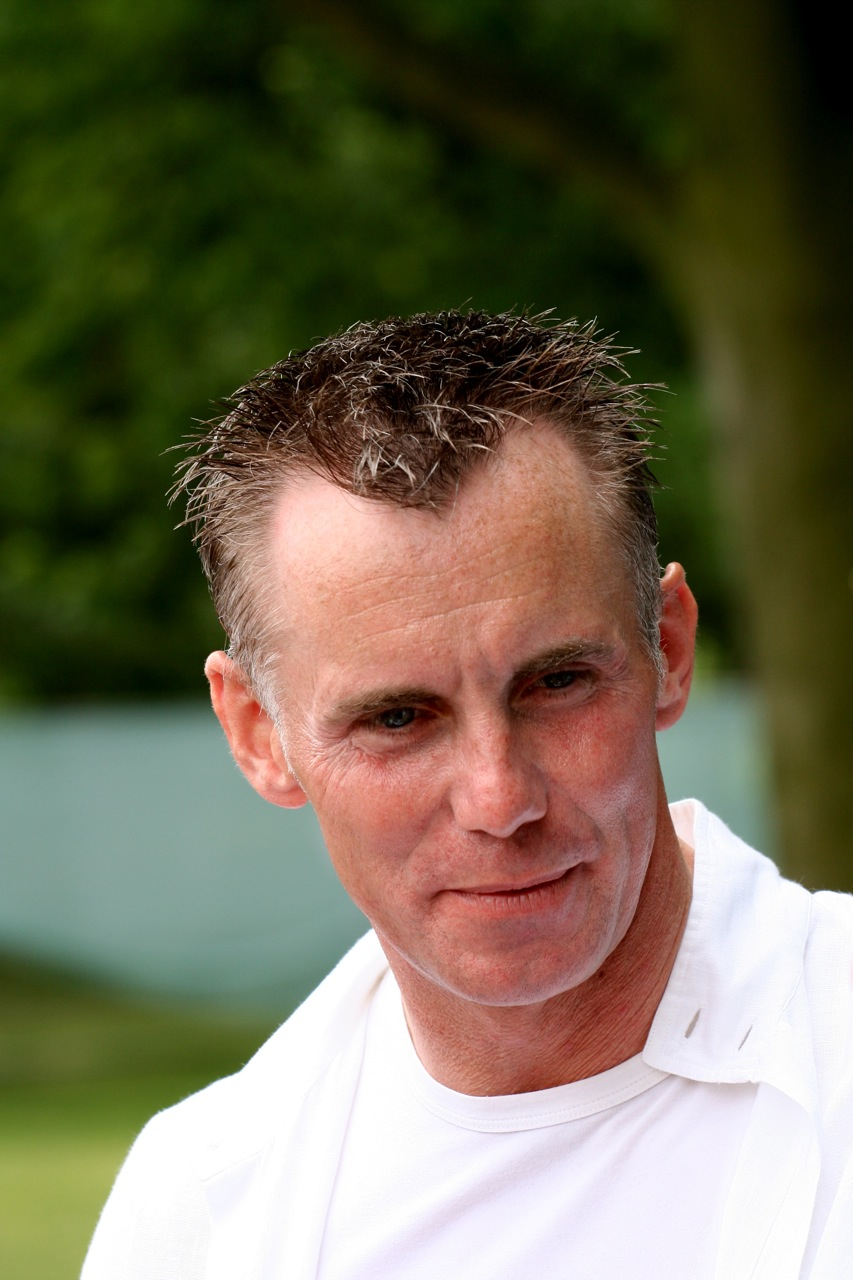
Gary Rhodes 2006

Gary Rhodes OBE (* 22. April 1960 in London; † 26. November 2019 in Dubai) war ein britischer Sterne- und Fernsehkoch, Sachbuch-Autor, Gastwirt und Unternehmer.

## Leben
Nach seiner Geburt in London zog seine Familie nach Gillingham, wo er die Howard School for Boys besuchte. Danach absolvierte Rhodes eine gastronomische Ausbildung an der Berufsschule in Thanet, bei der er auch seine spätere Ehefrau Jennie kennenlernte.
Seine erste Anstellung hatte er im Hilton Hotel in Amsterdam, anschließend bereiste er Europa. Nach verschiedenen Beschäftigungen kehrte er nach Großbritannien zurück, wurde Souschef im Reform Club an der Londoner Pall Mall und anschließend im Capital Hotel in Knightsbridge.
Er wurde in Großbritannien bekannt für seine Vorliebe für die englische Küche, seine damalige charakteristische Frisur und den Einsatz von Butter und Senf in vielen seiner Rezepte. Er moderierte BBC-Shows wie Masterchef, Hell’s Kitchen und seine Reihe Rhodes Around Britain. Im Jahre 2006 vertrat er Südengland in der BBC beim Great British Menu, verlor allerdings gegen Atul Kochhar. Weitere Sendereihen mit Gary Rhodes waren Saturday Cooks im Programm von ITV1 und Local Food Heroes bei UKTV Food. Er vertrieb seine eigene Linie Kochgeschirr und Fertigbackmischungen für Brot.
Rhodes wurde am 17. Juni 2006 zum Officer of the British Empire (OBE) ernannt. Er hatte mit seiner Frau Jennie, ebenfalls Köchin, zwei Kinder und lebte mit ihr zuletzt in Dubai, wo er 2007 das Steakhouse-Restaurant Rhodes Twenty10 eröffnete.
Er starb am 26. November 2019 an einer Hirnblutung.

## Leistungen
Rhodes wurde der Küchenchef des angesehenen Castle Hotel in Taunton in der Grafschaft Somerset. Er bewahrte im Alter von 26 Jahren dem Hotel den Stern des Guide Michelin mit englischer Küche.
1990 kehrte Rhodes mit seiner Familie nach London zurück, um Küchenchef des Greenhouse Restaurant in Mayfair zu werden. Das Restaurant wurde dadurch bekannt, dass Rhodes Speisen der traditionellen englischen Küche wiederbelebte. Beispielsweise Faggot (Fleischklöße), Fischkuchen, geschmorter Ochsenschwanz und Bread and Butter Pudding (eine Art Armer Ritter). Er wurde 1996 mit einem Stern des Guide Michelin ausgezeichnet.
1997 eröffnete er sein erstes Restaurant City Rhodes, 1997 das Rhodes in the Square – beide mit einem Vertrag mit Sodexo. Diese Partnerschaft wurde auf die Brasserien von Rhodes and Co in Manchester, Edinburgh and Crawley ausgeweitet.
Sein erster Fernsehauftritt war im Alter von 27 mit der Unterstützung von Glynn Christian in der Sendung Hot Chefs. Darauf folgten Rhodes Around Britain und Garys Perfect Christmas, danach wurde sein erstes Buch veröffentlicht.

## Restaurants
- Rhodes W1 im Cumberland Hotel in Marylebone – benannt nach dem Londoner Postbezirk W1
- Rhodes 24 im Tower 42 in London
- Rhodes Calabash im Calabash Hotel in Grenada
- Arcadian Rhodes an Bord des P&O-Kreuzfahrtschiffes Arcadia
- Oriana Rhodes at the Curzon Room an Bord des P&O-Kreuzfahrtschiffes Oriana
- Rhodes D7 in Dublin
- Rhodes Twenty10 im Royal Meridien Beach Resort, Dubai
- Rhodes W1 im Grosvenor House, Dubai Marina, Dubai
- Rhodes in Residence im Grosvenor House, Dubai Marina, Dubai
- Rhodes 44 im St. Regis Hotel Abu Dhabi